# 钱素云
钱素云（？—），女，汉族，中华人民共和国政治人物。现任北京儿童医院重症医学科及内科教研室主任，主任医师，教授，博士生导师。全国三八红旗手标兵。